# Conte di Caledon
Conte di Caledon è un titolo nobiliare inglese nella Parìa d'Irlanda.

## Storia
Il titolo venne creato nel 1800 per James Alexander, I visconte Caledon. Questi era un mercante che fece una enorme fortuna in India. Egli rappresentò inoltre la costituente di Londonderry nella camera dei comuni irlandese. Alexander era già stato creato Barone Caledon nel 1790 e Visconte Caledon, di Caledon nella Contea di Tyrone, nel 1797, sempre nella Parìa d'Irlanda.
Venne succeduto da suo figlio, il II conte. Questi fu il primo Governatore della Colonia del Capo e sedette alla camera dei lords come rappresentante irlandese dal 1804 a 1839. Suo figlio, il III conte, rappresentò per breve tempo la Contea di Tyrone alla camera dei comuni nelle file dei Tory e fu pari irlandese tra il 1841 ed il 1855. Il figlio primogenito, il IV conte, sedette alla camera dei lords come rappresentante irlandese dal 1877 al 1898. Questi venne succeduto dal figlio primogenito, il V conte, il quale non si sposò mai e venne pertanto succeduto da suo nipote, il VI conte. Questi era figlio di Herbrand Charles Alexander, figlio secondogenito del IV conte. Attualmente i titoli sono detenuti dal suo unico figlio, il VII conte, che è succeduto al padre nel 1980. Lord Caledon è Lord Luogotenente della Contea di Armagh dal 1989.
La sede di famiglia è il Castello di Caledon presso Caledon, nella Contea di Tyrone nell'Irlanda del Nord.

## Conti di Caledon (1800)
- James Alexander, I conte di Caledon (1730–1802)
- Du Pre Alexander, II conte di Caledon (1777–1839)
- James Du Pre Alexander, III conte di Caledon (1812–1855)
- James Alexander, IV conte di Caledon (1846–1898)
- Eric James Desmond Alexander, V conte di Caledon (1885–1968)
- Denis James Alexander, VI conte di Caledon (1920–1980)
- Nicholas James Alexander, VII conte di Caledon (n. 1955)

L'erede apparente è il figlio dell'attuale detentore del titolo, Frederick James Alexander, visconte Alexander (n. 1990).